# Piatto
Piatto (piemontiul: Piat) település Olaszországban, Piemont régióban, Biella megyében. Lakosainak száma 468 fő (2023. január 1.). Piatto Veglio, Valle San Nicolao, Camandona, Valdengo, Bioglio, Callabiana, Valdilana, Ternengo, Vallanzengo és Quaregna Cerreto községekkel határos.

## Népesség
A település lakossága az elmúlt években az alábbi módon változott:
| Lakosok száma | 505  | 508  | 468  |
|               | 2017 | 2018 | 2023 |